# ファーミントン郡区 (アイオワ州シーダー郡)
ファーミントン郡区は、アメリカ合衆国、アイオワ州、シーダー郡にある17の郡区の一つである。2000年の国勢調査で、人口は2137人だった。

## 地理
ファーミントン郡区は、93.9平方キロメートル（36.27平方マイル)で、Durantが含まれる。
アメリカ地質調査所によると、この郡区はFarmingtonの1つの霊園が含まれる。